# Lazenay
Lazenay – miejscowość i gmina we Francji, w Regionie Centralnym, w departamencie Cher.
Według danych na rok 1990 gminę zamieszkiwało 326 osób, a gęstość zaludnienia wynosiła 11 osób/km² (wśród 1842 gmin Regionu Centralnego Lazenay plasuje się na 819. miejscu pod względem liczby ludności, natomiast pod względem powierzchni na miejscu 348.).